# Paralephana lakasy
Paralephana lakasy är en fjärilsart som beskrevs av Pierre E.L. Viette 1979. Paralephana lakasy ingår i släktet Paralephana och familjen nattflyn. Inga underarter finns listade i Catalogue of Life.